# Sivalicus
Sivalicus is een monotypisch geslacht van spinnen uit de  familie van de Sparassidae (jachtkrabspinnen).

## Soort
- Sivalicus viridis Dyal, 1957